# Hvid jæger, sort hjerte
Hvid jæger, sort hjerte (originaltitel: White Hunter Black Heart) er et amerikansk actiondrama fra 1990, der er instrueret af Clint Eastwood, baseret på bogen White Hunter, Black Heart fra 1953 af Peter Viertel. Viertel var med til at skrive manuskriptet sammen med James Bridges og Burt Kennedy. Filmen er en slet skjult beretning om Peter Viertels oplevelser mens han arbejdede på den klassiske ifm. Afrikas dronning fra 1951, der ikke blev filmet i Afrika, da amerikanske film sjældent blev optaget uden for USA.
Hovedrollen, der er en fræk instruktør ved navn John Wilson, spillet af Eastwood selv, er baseret på den virkelige instruktør John Huston. Jeff Fahey spiller Pete Verrill, en karakter baseret på Viertel. George Dzundzas karakter er baseret på produceren af Afrikas dronning, Sam Spiegel. Marisa Berensons karakter Kay Gibson og Richard Vanstones karakter Phil Duncan, er baseret på hhv. Katharine Hepburn og Humphrey Bogart.

## Handling
I de tidlige 1950'ere rejser den verdenskendte filminstruktør John Wilson (Clint Eastwood) til Afrika, for at indspille sin næste film. Han tager en ung forfatterkammerat med, ved navn Pete Verrill (Jeff Fahey). Mens de er der bliver han besat af elefantjagt, og forsømmer sine opgaver med filmen. Dette leder til en konflikt mellem mændene, særligt om ideen om en sport, der går ud på at slå så stort et dyr ihjel. Selv Wilson indrømmer, at det er forkert at det ikke blot er en forbrydelse mod naturen, men en "synd". Alligevel kan han ikke modstå sit ønske om at nedlægge et stort eksemplar med flotte stødtænder. Wilsons endelige erkendelser er en smålig, uværdig stræben, der kommer på et sent tidspunkt og med en tragisk pris, da en lokal guide ved navn Kivu (Boy Mathias Chuma) bliver dræbt, da han forsøger at beskytte Wilson mod en elefant, som han beslutter ikke at skyde.

## Medvirkende
- Clint Eastwood som John Wilson
- Jeff Fahey som Pete Verrill
- Alun Armstrong som Ralph Lockhart
- George Dzundza som Paul Landers
- Charlotte Cornwell som Miss Wilding, Wilsons sekretær
- Norman Lumsden som Butler George
- Marisa Berenson som Kay Gibson
- Richard Vanstone som Phil Duncan
- Edward Tudor-Pole som Reissar, britisk partner
- Roddy Maude-Roxby som Thompson, britisk partner
- Richard Warwick som Basil Fields, britisk partner
- Boy Mathias Chuma som Kivu
- Timothy Spall som Hodkins, pilot

## Produktion
Filmen blev filmet on location i Kariba i Zimbabwe og omegnen, inklusive Karibasøen, Victoria Falls og Hwange, over to måneder i sommeren 1989. Nogle indendørs scener blev indspillet i og omkring Pinewood Studios i England. Båden, der blev anvendt i filmen, blev fremstillet i England, af glasfiber og sendt til Afrika for at filme. Den havde en elektrisk motor, men blev udstyret med motorer af special effect-eksperten John Evans for at få den til at se ud som om den var dampdreven. Elefantgeværet, der blev brugt i filmen, var et dobbeltløbet elefantgevær til £65.000 fra Holland & Holland, der også producerede geværet, der blev brugt af Huston, da han var i Afrikas dronning i 1951. Man tog stor vare på geværet og solgte det tilbage til Holland & Holland efter filmen var afsluttet "uskadt, uden ridser, ubrugt."

## Modtagelse
Filmen deltog i Cannes Film Festival i 1990.
Den modtog positive anmeldelser, og på Rotten Tomatoes har den 85% positive tilkendegivelser, baseret på 35 anmeldelser.
Filmen voksede meget i kritisk statur, særligt i lyset af de film, som Eastwood lavede umiddelbart efter. Mange af disse viste sig, ligesom 'Hvid jæger, sort hjerte, at være selv-refleksive og selvbevidste, der kritiserede og dekonstruerede Eastwoods egen ikonografi. Jim Hoberman fra The Village Voice hyldede den som "Eastwoods bedste film før Unforgiven…[en] undervurderet film om filminspireret storhedsvanvid." Dave Kehr og Jonathan Rosenbaum betragtede den som et mesterstykke, hvoraf sidstnævnte pegede på den brechtiske natur af Eastwoods præstation, da han aldrig forsvinder ind i rollen, som han spiller. I stedet er Eastwood altid genkendelig i hans enestående stjernepersonlighed, samtidig med at han viser os, hvad han forestiller sig Huston (dvs. Wilson) har været. Resultatet er en "kontinuerlig kommentar til hans tog fag, Huston og sig selv - grublerierne og spørgsmålene om en fri mand."

### Box office performance
Hvid jæger, sort hjerte indspillede lige over $2 millioner, hvilket var langt under filmens budget på $24 millioner.